# Miguelia monnei
Miguelia monnei là một loài bọ cánh cứng trong họ Cerambycidae.